# Modelljärnvägens hus

Modelljärnvägens hus är en fast modelljärnvägsutställning i Söderby utanför Alunda i Östhammars kommun, omkring 35 kilometer nordost om Uppsala vid länsväg 288.
Utställningen grundades 2005 av familjen Hultgren och drivs sommartid som turistattraktion och café, med en utställningsträdgård. De permanenta utställningarna omfattar både nybyggda anläggningar och äldre banor som flyttats hit från annan plats. Flera av de utställda modelljärnvägarna har tematisk anknytning till Uppland.